# Световна олимпиада по италиански език
Светоната олимпиада по италиански език (на италиански: Olimpiadi di Italiano) е престижно международно състезание за компетентности по италиански език и литература под патронажа на министерствата на образованието и външните работи на Република Италия и различни италиански организации. Организира се за ученици от горните курсове на държавните и частните училища по цял свят.

## България на олимпиадата
България е представена на състезанието от ученичката от 12. клас на НУКК Елена Костова. Тя спечелва олимпиадата през 2014 г. в конкуренция с ученици от Еритрея, Испания, Нигерия и Италия.

## Формат
Олимпиадата се провежда онлайн за всички участници от цял свят в един и същи ден и час. Участниците имат час и половина за 20 въпроса, които са само затворени. Тестът е един и за чужденци, и за италианци, но класиранията са отделни. Награждаването е на 12 април 2014 г. в Палацо Векио във Флоренция.